# Hermann Rottmann
Hermann Rottmann (* 4. März 1871 in Schweinfurt; † 14. Oktober 1932 in München) war ein deutscher Verwaltungsjurist und Bezirksoberamtmann.

## Leben
Hermann Rottmann studierte in den Jahren von 1891 bis 1895 Rechtswissenschaften an der Julius-Maximilians-Universität Würzburg und legte 1898 das Große juristische Staatsexamen mit der Note II ab, 1900 promovierte er in Würzburg mit der Dissertation „Die rechtliche Stellung des Gerichtsvollziehers nach der Reichsgesetzgebung ab 1. Januar 1900 unter Berücksichtigung der preußischen bayerischen, württembergischen, sächsischen und badischen Verhältnisse“ zum Dr. jur. Nach Tätigkeiten in den Jahren von 1902 bis 1911 als Assessor in Bad Brückenau und Landau an der Isar kam Rottmann im Februar 1911 als Assessor zur Regierung der Pfalz. Zum 1. Oktober 1915 wurde  er als Bezirksamtmann mit der Leitung des Bezirksamtes Pirmasens betraut. Dort am 1. November 1918 zum Regierungsrat ernannt, wurde er im August 1919 zur Regierung von Oberbayern versetzt. Im Jahr darauf kam er in das Staatsministerium des Innern, wo er zum Jahresbeginn 1922 zum Ministerialrat befördert wurde. Am 1. November 1930 wurde er Oberverwaltungsgerichtsrat am  Bayerischen Verwaltungsgerichtshof. Dort verstarb er im Amt.